# Parajok
Parajok – miasto w Sudanie Południowym w stanie Imatong. Liczy 11 613 mieszkańców.